# Kölsvin

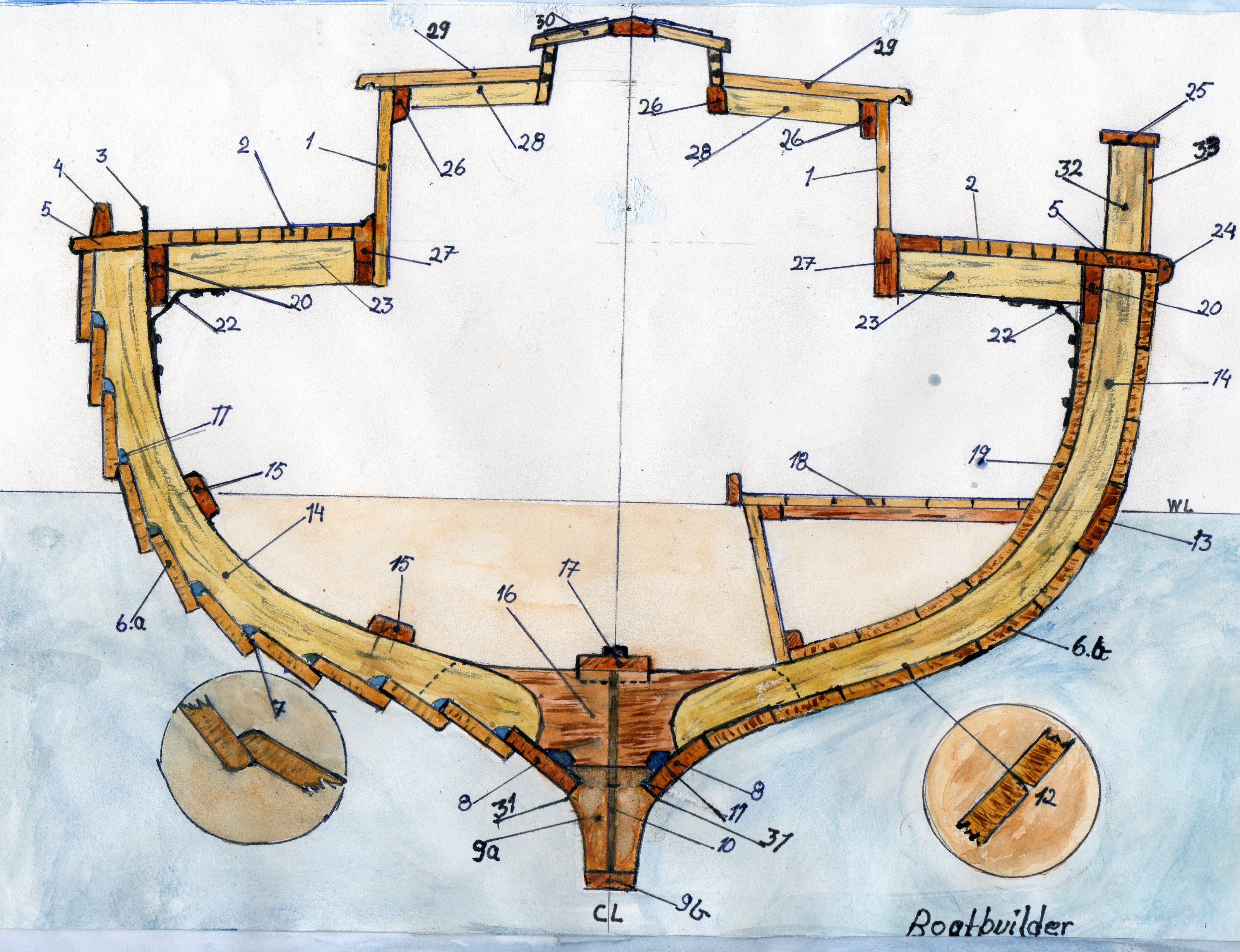
Kölsvinet är utmärkt med 17 på den här skissen.

Kölsvin är en längsgående balk eller planka i en båt eller ett fartyg; den kan vara gjord av trä, järn eller stål. Kölsvinsbalken eller plankan är fäst invändigt ovanpå bottenstockar med genomgående bultar genom kölen; dess uppgift är att förstärka skrovet.
Benämningen kölsvin används oftast (egentligen felaktigt men i bruk sedan åtminstone 1920) om utrymmet under durken i en båt (egentligen kölskarp) eftersom det nedåt begränsas av kölsvinet.